# إيفرت هيوز
إيفرت هيوز (بالإنجليزية: Everett Hughes)‏ هو عالم اجتماع أمريكي، ولد في 30 نوفمبر 1897 في أوهايو في الولايات المتحدة، وتوفي في 4 يناير 1983 في كامبريدج في الولايات المتحدة.